# Phare du Yacht Club d'Érié

Le phare du Yacht Club d'Érié Land (en anglais : Erie Yacht Club Light), est un phare du lac Érié situé sur le brise-lames du Yacht Club d'Érié, dans le comté d'Érié, Pennsylvanie.

## Description
Le phare  est une tourelle cylindrique en acier de 11 m de haut, avec une galerie et une lanterne circulaire, sortant d'un belvédère au toit bleu. Le phare est peint en blanc et la lanterne est noire.
Il émet, à une hauteur focale de 10 m, un bref éclat blanc  par période de 2 secondes. Sa portée n'est pas connue.
Identifiant : ARLHS : USA-1313 ; USCG :  7-3660

### Lien connexe
- Liste des phares en Pennsylvanie